# La Tragique Histoire du docteur Faust
La Tragique Histoire du docteur Faust (en anglais : The Tragical History of Doctor Faustus) est une pièce de théâtre de Christopher Marlowe écrite en 1592, donnée pour la première fois entre 1594 et 1597 et publiée seulement en 1604 après la mort de son auteur. Elle est basée sur le mythe du docteur Faust.
Cette tragédie s’inscrit dans la période de la Renaissance élisabéthaine, qui, en Angleterre, se développa sous le règne d’Élisabeth Ire (1558-1603), surtout caractérisée par la popularité de sujets historiques, plus particulièrement par un intérêt humaniste pour les sujets de l’Antiquité romaine et grecque. À cette époque, les premières troupes professionnelles d’acteurs voient le jour, et la reine parraine plusieurs artistes et dramaturges. Christopher Marlowe, exact contemporain de William Shakespeare, est l'un des auteurs les plus connus de cette époque.

## Résumé
La Tragique Histoire du docteur Faust évoque un certain Faust, qui vécut entre la fin du XVe siècle et le début du XVIe siècle, et s'inspire très largement de la légende selon laquelle il aurait donné son âme au Diable en échange de pouvoirs. Le mythe devint très populaire après la publication anonyme de Historia von D. Johann Fausten par Johann Spies (Francfort, 1588).
L'histoire commence par une lamentation de Faust, qui a réussi à comprendre et intégrer tout ce qu'il est possible d'apprendre, dans toutes les sciences connues. Assoiffé de savoir, il se tourne donc vers les sciences occultes, ou Magie Noire. Alors qu'il blasphème le nom de Dieu, une figure diabolique apparaît, se présentant sous le nom de Méphistophélès. Celui-ci explique que Lucifer l'envoie trouver tous les blasphémateurs, car ce sont de potentielles âmes qui pourraient s'offrir à lui. Faust conclut donc un marché avec l'envoyé de l'Enfer : en échange de son âme et de son corps, Méphistophélès sera à son service durant les 24 années suivantes. Passé ce délai, Lucifer viendra chercher l'âme de Faust pour l'emmener dans son royaume. Pleinement conscient de ce qui l'attend, Faust scelle le pacte et obtient les services de Méphistophélès.
Pour autant, Faust ne s'en sert que pour des actes très futiles, absolument pas pour les plans grandioses et ingénieux qu'il avait prévus au départ. L'explication à cela est que son âme, désormais liée à Lucifer, n'est plus capable d'élaborer des projets aussi magnifiques que ce qu'il voulait avant qu'il ne la vendît : c'est la dégradation de l'homme et la désintégration de l'âme.
Lorsque les 24 années s'achèvent, Faust n'a donc rien accompli et se retrouve face à l'inéluctable destin de souffrances et de torture qui l'attend. Durant la dernière heure qu'il lui reste, il va chercher par tous les moyens à échapper à son supplice, en vain : Lucifer vient chercher ce qui lui a été promis, achevant ainsi la vie du célèbre Docteur Faust.

## Utilisation dans l'art
Cette pièce de théâtre a inspiré l'opéra de Pascal Dusapin, Faustus, the Last Night composé en 2004.
Jerzy Grotowski se servit en 1963 de la pièce de Marlowe pour un spectacle de son Théâtre Laboratoire.